# Kristina Lindhe
Kristina Viola Lindhe, född 8 september 1958, är en svensk entreprenör. Hon är medgrundare av Lexington.
Hon är uppväxt i Nyköping och utbildad lärare i svenska, geografi och religion. Hon börjande driva två sommarbutiker med inredning och kläder innan hon grundade ett bolag som exporterade färgglada svenska ylleplädar.
År 1997 grundade hon hemtextils- och inredningsproduktsföretaget Lexington tillsammans med sin make Tommy Lindhe. Lexington introducerades på Stockholmsbörsens juniorlista First North 2015. År 2022, i samband med att företaget köptes ut från börsen, sålde makarna sin ägarandel. Samma år avgick hon som Lexingtons vd och följande år även som creative director.
Lexingtons karakteristiska New England-stil är inspirerad av Lindhes liv i East Hampton, Long Island och hennes rötter i Skandinavien.
Kristina Lindhe har tilldelats flera utmärkelser och priser, bl.a. Årets Gasell, Årets kvinnliga förebild, Årets Företagare och Kungliga Patriotiska Sällskapets Näringslivsmedalj 2014.